# Il ladrone
Il ladrone è un film del 1980 diretto da Pasquale Festa Campanile con Enrico Montesano ed Edwige Fenech. È tratto dall'omonimo libro del regista.

## Trama
Il film racconta la storia romanzata di Caleb, il ladrone buono citato nei Vangeli, durante il primo secolo d.C.. Caleb è un galileo figlio di una prostituta che vive di furti e truffe fingendosi mago, grazie a una buona abilità. Un giorno nelle sue peregrinazioni, si ritrova casualmente al banchetto per le nozze a Cana, dove si compie il miracolo dell'acqua trasformata in vino e, credendo si tratti di un trucco come quelli che inscena lui, è diffidente verso Gesù.
Un giorno incontra e si innamora della bella prostituta Deborah, che è amica di Gesù e crede in lui. Quando scopre che questi l'ha guarita dalla lebbra, non credendo che sia sana, fugge a gambe levate. Per qualche tempo lavora onestamente per fuggire all'arresto, dopo aver venduto ad un mercante un capro nero, destinato al sacrificio e dunque sacro, colorandolo di bianco. In seguito diviene casualmente amante di Apula, moglie del governatore romano, predecessore di Ponzio Pilato, che riesce sempre a sottrargli i tesori che guadagna con le sue truffe (delle perle di valore, un idolo d'oro pieno di monete ecc.), così che ogni volta si ritrova più povero di prima.
Ricongiuntosi con Deborah, vagabondano per la Galilea inscenando piccole truffe e arrangiandosi, finché un soldato romano gli uccide per dispetto il cane che lo seguiva, causandogli un profondo dolore; a seguito di un breve allontanamento tra i due, Deborah scompare improvvisamente e Caleb, credendo che lei l'abbia lasciato, riprende le proprie peregrinazioni.  Assistendo ai miracoli di Gesù di Nazaret, tra cui la moltiplicazione dei pani e dei pesci, il camminare sulle acque, la guarigione di uno storpio, egli tuttavia li interpreta sempre come trucchi e vede in lui un concorrente più bravo.
Catturato come schiavo viene riconosciuto dalla moglie del governatore romano e portato a palazzo, dove però la sua lingua lunga lo fa condannare a numerose frustate. Qui scopre che Deborah è stata anch'essa fatta prigioniera e, suo malgrado, deve soddisfare le stravaganze del governatore stesso, rinchiusa in una gabbia con una pelle di lupo addosso. Inaspettatamente però Apula li aiuta a fuggire insieme e così si recano dall'amica di lei, Marta, con la promessa da parte di lui di abbandonare le peregrinazioni e di accasarsi. Qui assistono al miracolo della resurrezione di Lazzaro ma Caleb continua a non credere in Gesù. Infine egli si decide a sposare la donna, la quale abbandona il "mestiere", una volta giunti a Gerusalemme.
Purtroppo qui Caleb verrà arrestato per una vecchia truffa (quella fatta ad un venditore di pelli nel vendergli il cane che si fingeva morto e che poi scappava al suo richiamo), imprigionato e condannato a morte insieme a Gesù, quest'ultimo accusato ingiustamente di bestemmia. Legato dai romani sulla croce, Caleb riconosce che i miracoli del Nazareno non erano trucchi e intima all'altro ladrone crocifisso (un pluriomicida) di non insultare Gesù. Gesù gli promette il paradiso, vedendolo pentito dei suoi peccati. Caleb muore, appeso alla croce, mentre l'amata Deborah in lacrime gli porge l'ultimo saluto.

## Produzione
I produttori del film erano: Franco Desiato per la Daimo Cinematografica, Roma, Fulvio Lucisano per la Italian International Film, Tarak Ben Ammar e Mark Lombardo per la Carthago Films e Philippe Dussarts per A.2 Films e Rai. Le riprese durarono sei settimane, tra il luglio e l'agosto del 1979, in Tunisia (Susa, Hammamet, Monastir). La troupe era piuttosto giovane, capitanata dall'aiuto regista Vivalda Vigorelli.

## Riconoscimenti
- 1980 - David di Donatello
  - Premio speciale a Enrico Montesano per le sue interpretazioni: Il ladrone, Qua la mano e Aragosta a colazione.

## Versione televisiva
Esiste una versione più lunga del film, di 154 minuti, realizzata per essere trasmessa in tv; questa fu mandata in onda in prima visione, divisa in 3 parti, nel 1981 su Rai 2 e fu commercializzata anche in VHS.